# Mamma Maria
Mamma Maria – singel włoskiego zespołu popowego Ricchi e Poveri, wydany w 1982 roku na albumie Mamma Maria. Piosenka została skomponowana przez Cristiano Minellono i Dario Farinę. Singiel był międzynarodowym hitem i znalazł się na listach przebojów we Włoszech, Niemczech, Austrii, Szwajcarii, Holandii oraz Belgii.

## Lista utworów i format singla
- Włochy (7” winyl)[1]

A. „Mamma Maria” – 2:56
B. „Malinteso” – 3:21

## Pozycje na listach przebojów

### Listy tygodniowe
| Lista (1983)                                | Pozycja |
| ------------------------------------------- | ------- |
| Austria (Ö3 Austria Top 40)                 | 11      |
| Belgia (Ultratop 50 Singles (Flandria))     | 38      |
| Hiszpania (Productores de Música de España) | 3       |
| Holandia (Dutch Top 40)                     | 27      |
| Holandia (Single Top 100)                   | 33      |
| Niemcy Zachodnie (Official German Charts)   | 11      |
| Szwajcaria (Singles Top 100)                | 5       |

### Listy na koniec roku
| Lista (1983)                              | Pozycja |
| ----------------------------------------- | ------- |
| Niemcy Zachodnie (Official German Charts) | 73      |